# Dolichupis ritteri
Dolichupis ritteri is een slakkensoort uit de familie van de Triviidae. De wetenschappelijke naam van de soort is voor het eerst geldig gepubliceerd in 1903 door Raymond.